# SK Vard Haugesund
 Sportklubben Vard Haugesund  is een Noorse voetbalvereniging uit de plaats Haugesund.
De club werd in 1916 opgericht. SK Vard was in 1962 en 1975 bekerfinalist, beide keren verloren ze. In 2004 speelde SK Vard een seizoen in de Eerste divisie, tegenwoordig spelen ze in de Tweede divisie. Vanaf het seizoen 2006 heeft SK Vard een samenwerkingsverband met FK Haugesund, SK Haugar en Djerv 1919.
Het lukte de club in 2012 om te promoveren naar de Adeccoligaen. Het verblijf was van korte duur, want het verbleef er slechts één jaar.

## Erelijst
- Beker van Noorwegen

Finalist: 1962, 1975
- Kampioen Tweede divisie

1991, 2003
- Kampioen Derde divisie

1984

## Divisies
| Divisie        | Periodes                                 |
| -------------- | ---------------------------------------- |
| Eerste divisie | 1992-1995 ; 2004                         |
| Tweede divisie | 1985-1989 ; 1991 : 1996-2003 ; 2005-2013 |
| Derde divisie  | 1984 ; 1990                              |

## Bekende (oud-)spelers
- Wim Balm

Afdeling 1: Arendal · SK Brann 2 · Brattvåg IL · FK Eik Tønsberg · Flekkerøy IL · IL Hødd · FK Jerv · Kvik Halden FK · Lysekloster IL · Notodden FK · Sotra SK · SK Vard · Viking FK 2 · FK Ørn-Horten

Afdeling 2:  Alta IF · Eidsvold Turn · Follo FK · Gjøvik-Lyn · Grorud IL · IK Junkeren · Kjelsås · Skeid Fotball · Stjørdals-Blink IL · Strømmen IF · Tromsdalen UIL · Ullensaker/Kisa IL · Vålerenga 2 